# فاکتورهای نوروتروفیک
فاکتورهای نوروتروفیک (انگلیسی: Neurotrophic factors) یا به‌اختصار «NTFs» گروهی از زیست‌مولکول‌ها هستند که تقریباً همگی از پپتید یا پروتئین‌های کوچک بوده و در رشد، زنده‌ماندن و تمایز سلول‌های عصبی نابالغ و بالغ موثرند.
بسیاری از این فاکتورها، اثرات تروفیک خود را بر روی سلول‌های عصبی از طریق پیام‌دهی با تیروزین کینازها و معمولاً یک تیروزین کیناز گیرنده‌ای اِعمال می‌کنند.
در دستگاه عصبی بالغ، این فاکتورها موجب بقای سلول‌های عصبی، ایجاد انعطاف‌پذیری سیناپسی، و تنظیم شکل‌گیری حافظهٔ درازمدت می‌شوند.
فاکتورهای نوروتروفیک همچنین، موجب تحریک شروع رشد و تمایز سلول‌های عصبی در دستگاه عصبی مرکزی و دستگاه عصبی محیطی می‌شوند و قادرند در آزمایش‌ها و مدل‌های حیوانی، موجب رشد مجدد این سلول‌ها شوند. برخی از این فاکتورها توسط بافت هدف ترشح می‌شوند تا موجب راهنماییِ و هدایتِ رشد در آکسون‌های نوظهور و در حالِ توسعه شوند.
بیشتر فاکتورهای نوروتروفیک متعلق به یکی از سه خانوادهٔ زیر هستند: (۱) نوروتروفین‌ها (۲) فاکتور نوروتروفیک مشتق از رده سلولی گلیال (۳) سیتوکین‌های نوروپوئتیک (عصب‌زا). هر یک از این سه خانواده، یک سیستم ترارسانی پیام مجزا و مخصوص‌به‌خود را دارند، گرچه پاسخ سلولی ناشی از این ترارسانی پیام‌ها گاهی با یکدیگر هم‌پوشانی دارند.
در حال حاضر این فاکتورها بطور گسترده و عمیقی تحت بررسی و پژوهش هستند تا بتوا از آنها در رشد مصنوعی عصب استفاده کرد، چرا که این ملکول‌ها به‌طور درون‌جانداری برای هدایت رشد آکسونی و دوباره‌سازی عصب ضروری هستند.